# Esperanto-Asocio de Estonio
Esperanto-Asocio de Estonio (EAE) (=Észt Eszperantó Szövetség) az észt eszperantisták országos szervezete, amelyet 1922. április 6.-án alapítottak Tartuban az észt eszperantisták első kongresszusának részeként.

## Története
Az alapítók 409 eszperantistát képviseltek 6 helyről. Az 1920-as években és az 1930-as évek elején az EAE hatalmas kiadói és oktatási tevékenységet folytatott. 1940-ben a szovjet megszállás véget vetett a tevékenységnek. 1988. október 22.-én az EFASE 4. (rendhagyó) konferenciája, amelyen 56 észt eszperantista vett részt 11 helyről, elhatározta, hogy az önálló EAE-ágat újjászervezi saját alapszabállyal, ezzel ténylegesen folytatva a háború előtti EAE tevékenységét. 1996. január 20.-án az EAE közgyűlése kimondta, hogy az 1922-ben alapított EAE tovább működik.
Az EAE orgánuma az Informoj de Esperanto-Asocio de Estonio.

## Fordítás
- Ez a szócikk részben vagy egészben  az   Esperanto-Asocio de Estonio című eszperantó Wikipédia-szócikk ezen változatának fordításán alapul.  Az eredeti cikk szerkesztőit annak laptörténete sorolja fel. Ez a jelzés csupán a megfogalmazás eredetét és a szerzői jogokat jelzi, nem szolgál a cikkben szereplő információk forrásmegjelöléseként.